# 扭柄花属
扭柄花属（学名：Streptopus）是百合科下的一个属，为多年生、矮小草本植物。该属共有10种，分布于北温带。